# Sankar Saraiya
Sankar Saraiya – gaun wikas samiti w środkowej części Nepalu w strefie Narajani w dystrykcie Parsa. Według nepalskiego spisu powszechnego z 2001 roku liczył on 635 gospodarstw domowych i 3895 mieszkańców (1930 kobiet i 1965 mężczyzn).